# 李麗華 (1953年)
李麗華（1953年1月16日—），中華民國政治人物，中國國民黨籍。臺中市與臺中縣合併改制為直轄市後，於2010年11月27日臺中市市議員選舉中當選首屆的直轄市市議員，2022年直轄市議員選舉順利交棒女兒黃佳恬。

## 生平

### 學歷
- 彰化縣田中國小[1]
- 臺中市居仁國中夜間部
- 臺中縣開明中學
- 國立勤益科技大學流通管理科畢業
- 國立勤益科技大學流通管理系碩士班

### 經歷
- 太平市調解委員會委員
- 太平市體育會理事長
- 太平消防隊鳳凰志工分隊長
- 太平分駐所警察志工分隊長
- 太平市教育發展協會公關長
- 台中縣議會第十六屆縣議員
  - 第一屆臺中市議會(直轄市)議員
  - 第二屆臺中市議會（直轄市）議員
- 台中縣太平市社區關懷協會執行長[2]
- 台中縣體育會健行登山委員會主任委員
- 中國國民黨國家發展研究院太平市召集人
- 陸軍第八〇三總醫院顧問
- 慈濟、廣亮、星光、合濟、福田、親慈、弘道等慈善委員

## 爭議
- 2019至2020多次於擔任議員期間，以開議時間冗長為故，質詢時上台唱歌、做伸展操，並請多名政務官上台跳「廣場舞」[3]
- 2020年於臺中市議會三讀石虎保育條例時，發言表示：「石虎是虛擬的東西！」[4][5]